# Szabó Magda-díj
Szabó Magda (1917–2007) Kossuth- és kétszeres József Attila-díjas magyar író, költő, műfordító, tanár, bölcsészdoktor, a Digitális Irodalmi Akadémia alapító tagja.
A Szabó Magda-díjat 2023-ban, az írónő nevének és munkásságának megőrzésére alapította Tasi Géza, jogörökös. Az elismerést minden évben olyan művészeknek adják át, „akik munkásságukkal sokat tettek Szabó Magda munkásságának életben tartásáért”. A hagyományteremtő szándékkal alapított díjat minden évben egy író, valamint egy társművészeti ágban alkotó személy kapja. A díjjal járó érmeket Juha Richárd Munkácsy Mihály-díjas szobrászművész készítette.

## Díjazottak
| Díjazottak neve               | Díj elnyerésének éve |
| ----------------------------- | -------------------- |
| Szabó T. Anna, Egri Kati      | 2023                 |
| Bereményi Géza, Csikos Sándor | 2024                 |